# Standard Fast Cargo Liner
Der Standard Fast Cargo Liner (deutsch: schneller Standardlinienfrachter) war ein Stückgutfrachtschiffstyp, der während des Zweiten Weltkriegs auf britischen Werften gebaut wurde. Sie zählen zur Gruppe der Empire-Schiffe.

## Einzelheiten
Der Standard Fast Cargo Liner wurde im Auftrag der britischen Regierung von der Werft Furness Shipbuilding Company in Haverton Hill on Tees entwickelt. Er besaß eine Tragfähigkeit von rund 12.000 Tonnen und erreichte eine Geschwindigkeit von 15 Knoten, womit er deutlich schneller als die vorher gebauten britischen Standardfrachter war. Die höhere Geschwindigkeit machte es möglich die Schiffe auch als Einzelfahrer außerhalb von Konvois einzusetzen. Die Aufbauten  und der Maschinenraum der Schiffe waren direkt hinter mittschiffs angeordnet.
Der Schiffsentwurf wurde bis Mitte 1942 entwickelt. Das erste fertiggestellte Schiff war die im Oktober 1943 abgelieferte Empire Chieftain. Bis zum Kriegsende entstanden zunächst zwölf Einheiten, danach einige weitere als Zivilaufträge, wobei letztere zum Teil vom Ursprungsentwurf abwichen. Außer der Furness Shipbuilding Company bauten die Werften Caledon Shipbuilding and Engineering in Dundee, Joseph L. Thompson and Sons und Sir James Laing and Sons in Sunderland, Charles Connell & Company in Glasgow sowie Lithgows in Port Glasgow Einheiten dieses Typs.